# Orestes Hütte
Il rifugio Orestes Hütte (pron. ted. AFI: [oʁɛsˈtɛs ˈhʏtə] - che significa in tedesco Rifugio di Oreste) è un rifugio situato ai piedi del Monte Rosa, in località Z'Indra nel comune di Gressoney-La-Trinité (AO), nell'alta Valle del Lys, nelle Alpi Pennine.

## Caratteristiche e informazioni
Si trova ai piedi delle tre somme principali dell'alta Valle del Lys: il Monte Rosa, la Piramide Vincent e il Lyskamm.
È intitolato alla guida alpina Oreste Squinobal, originario di Gressoney-Saint-Jean, nel rispetto dell'architettura e delle tradizioni walser locali.

## Accessi
L'accesso avviene:
- dalla località Stafal (Gressoney-La-Trinité), lungo il sentiero 7b verso l'Alpe Lavetz, il 7c verso l'Alpe Salza, o il 7a verso il vallone di Moos fino al lago Gabiet;
- dal Gabiet, raggiungibile in telecabina da Stafal, seguendo i sentieri 6a-6b.